# ییغیت کیرازجی
ییغیت کیرازجی (انگلیسی: Yiğit Kirazcı؛ زادهٔ ۱۷ اوت ۱۹۸۳) بازیگر اهل ترکیه است. وی از سال ۲۰۰۷ میلادی تاکنون مشغول فعالیت بوده‌است از فیلم هایی که وی در اون ایفای نقش کرده میتوان به نبرد گل‌ها و شربت زغال اخته اشاره کرد. 